# پارک ملی کاهوزی-بیه‌گا
پارک ملی کاهوزی-بیه‌گا (انگلیسی: Kahuzi-Biéga National Park) یک منطقه حفاظت شده در نزدیکی شهر بوکوو و در شرق جمهوری دموکراتیک کنگو می‌باشد. این منطقه در نزدیکی مرز غربی دریاچه کیوو و مرز رواندا واقع شده‌است. این پارک در سال ۱۹۷۰ و توسط عکاس و محافظ حیات وحش بلژیکی آدریان دشراور تأسیس شد و نام آن برگرفته از ۲ آتشفشان خاموش به نام‌های کوه کاهوزی و کوه بیه‌گا می‌باشد. این پارک ملی با وسعت ۶۰۰۰ کیلومتر مربع، یکی از بزرگترین پارک‌های ملی در کشور کنگو است. کاهوزی-بیه‌گا، دارای دو محدودهٔ کوهستانی و پَست می‌باشد و به عنوان یکی از آخرین پناهگاه گونه‌های نادر گوریل زمین‌های پست خاوری شناخته می‌شود.

## نگارخانه

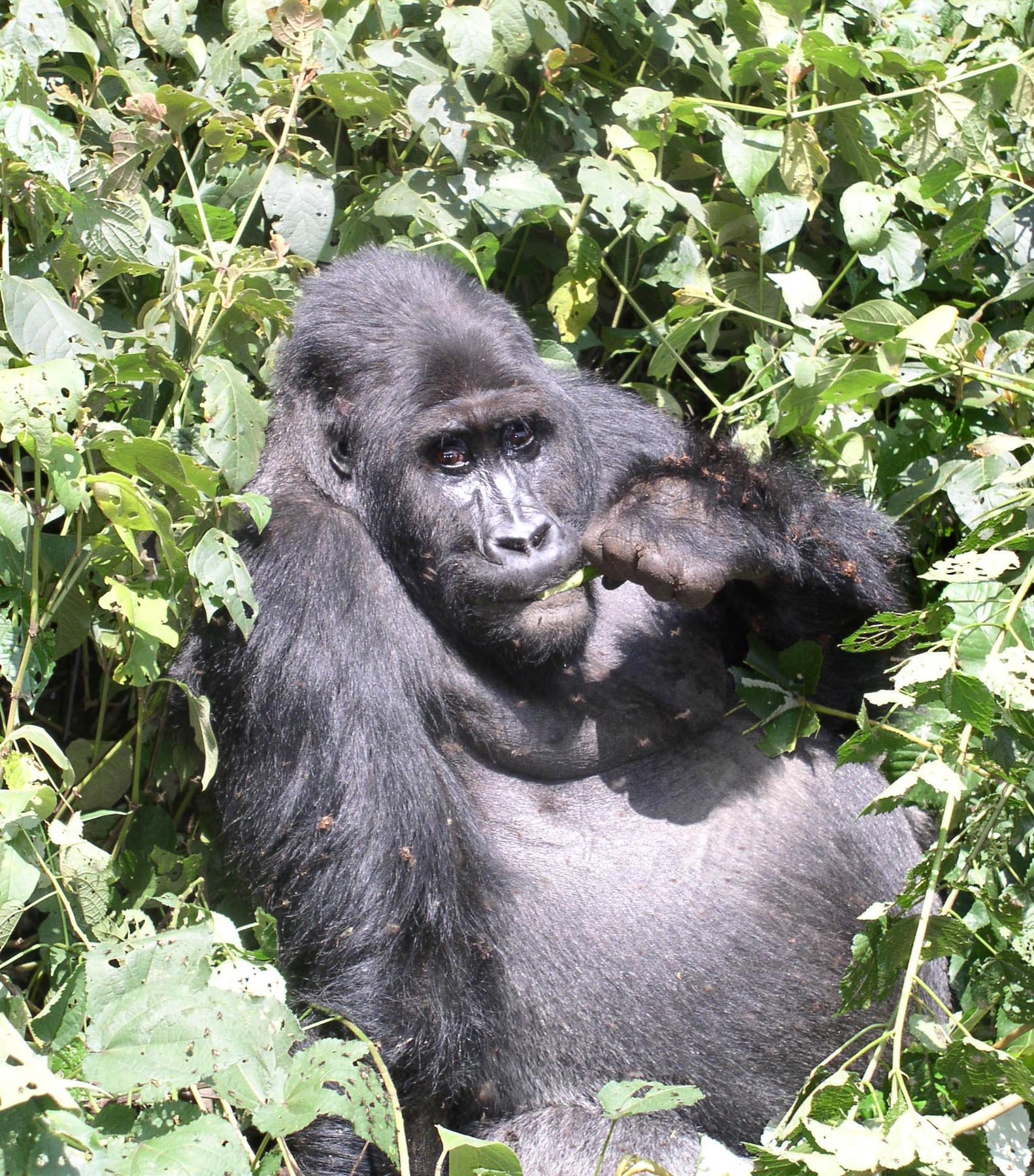
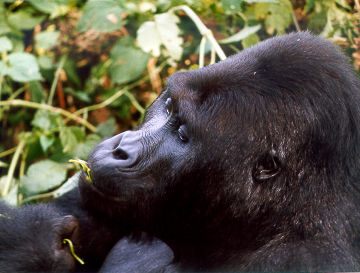
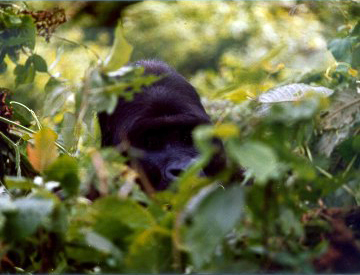
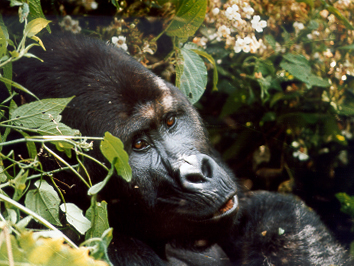